# Mahavir Prasad
Mahavir Prasad, född 11 november 1939 i Gorakhpur, Uttar Pradesh, död 28 november 2010 i Delhi, var en indisk politiker. Han tjänstgjorde som småföretagsminister samt minister för lantbruks- och landsbygdsindustri i Manmohan Singhs regering från 2004.